# SoftICE
SoftICE è un debugger in kernel mode per Microsoft Windows. Vi sono anche delle versioni più vecchie per DOS e i sistemi operativi compatibili. SoftICE fu prodotto inizialmente da una compagnia chiamata NuMega, e fu successivamente acquistato dalla Compuware. La compagnia ha smesso di vendere il prodotto nell'aprile 2006.
Per via della sua usabilità, SoftICE è utilizzato anche come uno strumento per il cracking ed il reverse engineering.

## Storia
La prima versione di SoftICE per DOS fu scritta nel 1987 dai fondatori della NuMega Frank Grossman e Jim Moskin. Il programma, scritto in linguaggio assembly per 80386, svolgeva la funzione di un sistema operativo ed eseguiva il software in modalità virtuale. Veniva venduto per $386.
Le versioni successive per Windows e Windows NT furono integrate con il sistema operativo, rattoppando necessariamente molte funzioni. Ciò ha reso il programma piuttosto fragile, dal momento che anche piccoli cambiamenti al sistema operativo possono rendere SoftICE non funzionante. In compenso, il fatto di operare in kernel mode ha il vantaggio di consentire a SoftICE il debugging dei device driver e addirittura del codice dello stesso sistema operativo.

### Alternative
Dopo la chiusura delle vendite del prodotto, si sono sviluppati altri software con funzioni simili ma opensource come Rasta Ring 0 Debugger (rr0d) che è un debugger in kernel mode che supporta Windows, Linux e FreeBSD. La sua interfaccia grafica è molto simile a quella di SoftICE. 